# Смертные крики
Смертные крики (англ. Death Screams, иное название Смерть кричит) - американский слэшер 1982 года режиссёра Дэвида Нельсона.

## Сюжет
Парень и девушка сидят возле берега реки и собираются заняться сексом, однако некто набрасывает им на шею петлю и сбрасывает в реку. На следующее утро приятели погибших заметили их отсутствие, но не придали этому никакого значения, сославшись на их любовное уединение. В это самое время в городе начинается традиционный фестиваль, своеобразный парк развлечений, где жители могут покататься на каруселях, посетить комнату страха и смеха, отведать различные вкусности и так далее. На фестиваль вскоре приходит группа подростков, и тот самый убийца обращает свои преступные помыслы на них. Он следит за ними в течение всего фестиваля, а под ночь решает реализовать свои планы.

## В ролях
| Актёр\Актриса   | Исполняемая роль |
| --------------- | ---------------- |
| Сьюзен Кигер    | Лили Карпентер   |
| Ларри Спринкл   | Тед              |
| Андриа Савио    | Кэти             |
| Дэвид Ленталл   | Джексон          |
| Мартин Такер    | Нейл Маршалл     |
| Уильям Т. Хикс  | Шериф Эвери      |
| Джон Колер      | Диддл            |
| Дженнифер Чейз  | Рамона           |
| Джоди Кей       | Сэнди            |
| Курт Ректор     | Боб              |
| Джош Гембл      | Том              |
| Ханнс Маншип    | Кейси            |
| Хелен Трион     | Эдна Шарп        |
| Мери Фран Лиман | Agnes Bottomly   |
| Майк Браун      | Walker           |
| Моника Бостон   | Шейла            |
| Шарон Элли      | Сара             |
| Пенни Миллер    | Энги             |
| Билл Айсон      | Арк Джонсон      |
| Гейл Минтон     | Бренда           |
| Р.С. Ненни      | R.C.             |

## Художественные особенности
- В большинстве сцен насильственных смертей зрителю не удастся увидеть непосредственно процесс причинения смерти, взамен же демонстрируется конечный результат.
- В фильме присутствуют несколько сцен "обнажёнки".
- В качестве своего оружия убийца использует мачете.